# Trupanea digrammata
Trupanea digrammata är en tvåvingeart som först beskrevs av Erich Martin Hering 1947.  Trupanea digrammata ingår i släktet Trupanea och familjen borrflugor. Inga underarter finns listade i Catalogue of Life.